# Анан бен Давид га-Насі
Анан бен Давид га-Насі (дав-євр. ענן בן דוד; 715–795) — юдейський богослов, засновник секти ананітів, ідеї якої відіграли значну роль у формуванні релігії караїмів.

## Життєпис
Походив зі знатного юдейського роду, що раніше мешкав у Вавилонії. Народився у місті Басрі. Здобув класичну юдейську освіту. Відомо, що у 950-х роках вже мешкав в Багдаді. Йому відмовили в екзилархаті (проводі єврейської громади) на користь іншого члена родини. Тому 762 року створив релігійну громаду «ананітів» (опозиційну щодо ортодоксального юдаїзму), що об'єднала послідовників різнорідних антирабинських рухів.
У 767 році Анан бен Давид потрапляє до в'язниці за звинуваченням у непокорі халіфові. У в'язниці він знайомиться з ісламським богословом Абу Ханіфою, який порадив йому викладати основи Тори на противагу вченню рабинів як нову течію. Зрештою на суді халіф Абу Джафар аль-Мансур помилував Анана. Втім низка дослідників нерідко розцінюють це як міфотворчий сюжет.
Його справу продовжив син Саул. Відомо, що нащадки Анана бен Давида користувалися особливою повагою серед караїмів і мали шанобливий титул «насі».

## Вчення
Розглядав Танах як єдине джерело віри та релігійного закону. Анан відкидав Мішну, Талмуд, Каббалу та інші доповнення й коментарі до юдейських священних книг.
Закликав поціновувати роль Ісуса Христа й Магомета як проповідників Мойсеєвого Закону; обстоював право кожного вірянина на самостійне тлумачення Тори та власний пошук істини; проповідував ідеї аскетизму, милосердя, благодійності, любові до ближнього; заперечував статус рабинів як посередників між людиною і Богом.
Анан бен Давид ретельно розробив приписи-заборони, що регламентують культові дії, впровадив низку правил, які відрізнили його послідовників. Пізніше відмовився надавати обрядам і приписам вирішального значення для поведінки вірянина. Анан бен Давида вважав, що деякі приписи в Талмуді слід розглядати не буквально, а символічно.
Анан бен Давид впровадив ідею щодо переселення душі, яку він запозичив в мусульманській секті равендитів або в маніхействі. Разом з тим у Вавилонії ці ідеї було поширені з часів Еллінізму.
Навчав, що життя юдея має проминати в печалі й аскезі доти, доки єврейський народ не повернеться до Палестини, а Єрусалимський храм не буде відбудовано. Тому заборонив вбивати будь-яке «боже» творіння. Наприклад, забій тварин може здійснювати лише високодуховна особа за особливим обрядом.

## Твори
Головний твір — «Сефер га-міцвот» («Книга приписів», завершена близько 770) написана арамейською мовою. Книга збереглася лише у фрагментах, які свідчать про її переважно релігійно-правовий зміст.